# Margherita Bianchin
Margherita Bianchin (Treviso, 26 de junio de 1995) es una jugadora de voleibol de playa italiana.

## Carrera
Con Irene Enzo, Bianchin alcanzó los octavos de final en el Campeonato de Europa sub-20 de Vilna en 2013. Claudia Scampoli es su compañera de playa desde 2020. Los dos ganaron el torneo de 1 estrella en Sofía en julio del año siguiente y terminaron vigésimo quinto en el evento de 4 estrellas más destacado en Itapema. En su país de origen, lograron su mayor éxito hasta la fecha cuando quedaron terceros en el grupo en la ronda del perdedor afortunado del Campeonato Mundial de Vóley Playa de 2022 en Roma, derrotando a las chilenas Rivas Zapata y Chris en tres sets.
En la primera ronda principal, las italianas lograron una victoria por 2-1 contra las hermanas gemelas canadienses Megan y Nicole McNamara. En la final, Scampoli y Bianchin terminaron empatados en el noveno lugar después de perder en sets seguidos ante sus compatriotas Menegatti/Gottardi en octavos de final. En el Campeonato Europeo de Múnich, Bianchin y Scampoli perdieron su primer partido de la fase de grupos contra las eslovenas Tjaša Kotnik y Tajda Lovšin, tras lo cual se clasificaron para la primera ronda principal con una victoria sobre las austriacas Dorina y Ronja Klinger. Allí derrotaron a las alemanas Cinja Tillmann y Svenja Müller en tres sets antes de perder ante las otras alemanas Julia Sude y Karla Borger. Las atletas italianas alcanzaron el mismo puesto que en el Campeonato del Mundo.